# 우고혼조역
우고혼조역(일본어: 羽後本荘駅 うごほんじょうえき[*])은 일본 아키타현 유리혼조시에 위치한 동일본 여객철도 · 유리코겐 철도의 철도역이다. JR 동일본 우에쓰 본선의 소속역이며, 이 역을 기점으로 하는 유리코겐 철도의 조카이산로쿠 선 등 2개의 노선을 운행하고 있다. 섬식 승강장 1면 2선을 2개 합친 2면 4선 구조의 승강장이다.

## 타는 곳
| 1 | ■ 우에쓰 본선                   | 하행     | 아키타 방면          |
| 2 | ■ 우에쓰 본선                   | 상행     | 사카타 · 니가타 방면 |
| 3 | ■ 우에쓰 본선                   | (대피선) | (대피선)             |
| 4 | ■ 유리코겐 철도 조카이산로쿠 선 |          | 마에고 · 야시마 방면 |

## 이용 현황
| 연도     | 1일 평균 | 연도     | 1일 평균 |
| 2000년도 | 2,021    | 2008년도 | 1,415    |
| 2001년도 | 1,951    | 2009년도 | 1,367    |
| 2002년도 | 1,868    | 2010년도 | 1,338    |
| 2003년도 | 1,762    | 2011년도 | 1,316    |
| 2004년도 | 1,703    | 2012년도 | 1,301    |
| 2005년도 | 1,642    | 2013년도 | 1,333    |
| 2006년도 | 1,600    | 2014년도 | 1,240    |
| 2007년도 | 1,516    |          |          |
| -------- | -------- | -------- | -------- |

## 역 주변
- 유리혼조 시청
- 아키타 은행 혼조 지점
- 우고 신용금고 본점 · 본부
- 국도 제7호선 · 국도 제105호선 · 국도 제107호선 · 국도 제108호선

## 인접 역
| 동일본 여객철도 우에쓰 본선   | 동일본 여객철도 우에쓰 본선 | 동일본 여객철도 우에쓰 본선 |
| ----------------------------- | --------------------------- | --------------------------- |
| 시·종착역                     | □ 쾌속 '이나호'             | 우고이와야 아키타 방면      |
| 니시메 니쓰 방면              | ■ 보통                      | 우고이와야 아키타 방면      |
| 유리코겐 철도 조카이산로쿠 선 |                             |                             |
| 시·종착역                     | ■ 조카이산로쿠 선           | 야쿠시도 야시마 방면        |